# Der Tyroler Wastel

Titelblatt des Librettos

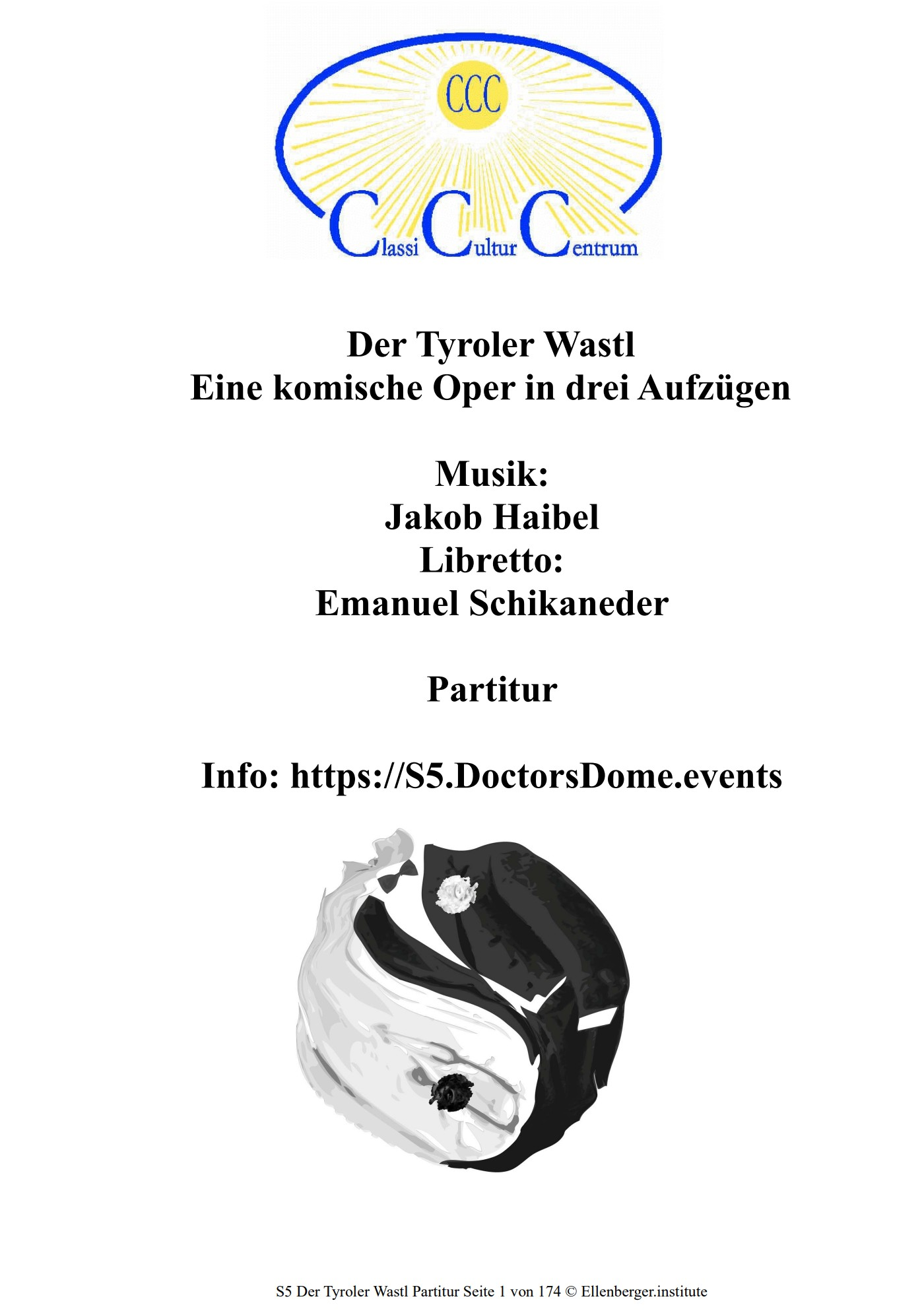
Titelblatt der Partitur

Der Tyroler Wastel ist eine Komische Oper in drei Akten. Das Libretto stammt von Emanuel Schikaneder, die Musik von Jakob Haibel.
Alternative Titelangaben sind: Der Tyroler Wastel, Der Tiroler Wastel, Tiroler Wastel und Die Tiroler in Wien.

## Handlung der Oper

### 1. Akt
Die adlige Dame (jedoch nur durch Heirat, sie war vorher Kammerjungfer) Frau von Tiefsinn beschäftigt sich mit ihrem Kammermädchen mit Unwesentlichkeiten und empfängt den Liebhaber Herrn von Tulippan. Dabei empfangen sie ein Paket des Bäckermeisters Joseph für die Stieftochter Louise ab und denken, die Geschenke seien für sie von Herr von Tulippan, der dies kaum leugnet. Ihm wird Betrug unterstellt und er wird aus dem Haus gejagt. Als anhand des Briefes, den die Damen einfach lesen, herauskommt, dass es für Louise ist, holen sie von Tulippan wieder zu sich. Die Köchin Mariane besingt die Männer mit "Ein schöner Mann ist delicat". Louise empfängt die Nachtigall und besingt sie mit: "Du liebe Nachtigal, sollst stets an meinem Bette hängen". Tulippan darf nach seiner Begnadigung singen "So laßt uns paradieren".
Nun kommt überraschend der Bauer Wastl aus Tyrol, der Bruder des Herrn von Tiefsinn mit seiner zweiten Frau zu Besuch, Frau von Tiefsinn ist von seiner plumpen Art damenhaft angeekelt und versucht, ihn zu vermeiden.
Wastl (oder Wastel) singt den Opernhit "Tyroler sind offen, sind lustig und froh".
Louise kann sich endlich mit ihrem Vater aussprechen und er billigt die Verbindung mit Joseph, darüber ist sie glücklich und singt „Wonne lächelt um Louisen, denn ihr Vater ist ihr Freund“.
Danach ziehen alle Akteure begeistert zum Prater, um dort zu speisen.

### 2. Akt
In einer Wirtschaft im Prater beklagt ein Wirth sein Leid, dass keine Leute zu ihm kommen. Er weist seine Kellner an, im Prater herumzulaufen, um Gäste anzuwerben.
In den Sprechpassagen wird erwähnt, dass Frau von Tiefsinn durch Umkippen des Tisches mit Geschirr einen Skandal verursacht hat und alle sich auf dem Prater verstreut haben.
Herr von Tiefsinn kommt zum Lokal und erlaubt dem Harfenisten ein Lied zu singen: "Ihr Männer nehmt euch mit den Weibern in acht". Dann kommt auch Wastel und besingt die Weibertreu in Tyrol. Allmählich kommen alle Vorigen im Lokal an, Frau von Tiefsinn setzt sich mit Therese und Tulippan in das Sommerpalais. Wastel rezt sie zur Wut mit seinem Lied "Wer hat ein böses Weibchen im Haus", jedoch wird die Szene durch ein Gewitter untebrochen, weswegen alle nach Hause flüchten, der Wirth wird mit seinem Essen alleine gelassen.

### 3. Akt
Am nächsten Morgen liegt Wastel auf dem Kanapee im Vorzimmer der von Tiefsinns, als er geweckt wird, raucht er gar dort zum Entsetzen von Frau von Tiefsinn und Therese. Die Damen bitten Herrn von Tiefsinn, Wastel hinauszuwerfen, dieser ist Wastel weit unterlegen, der selbst die hinzugerufenen Kutscher und den Hausknecht schnell außer Gefecht setzt. Tulippan stellt dies später den Damen als seine Leistung dar.
Joseph besingt den Bürgerstand, denn er möchte eine adlige, nämlich die Tochter Louise von Tiefsinn, heiraten.
Frau von Tiefsinn lässt ihre Wut heraus mit der Arie "Wer kann von allen Männern jemals wagen, Befehlen sich zu entziehen?", die ein wenig – auch mit dem hohen F – der Rachearie aus der Zauberflöte erinnert.
Frau von Tiefsinn möchte Louise mit dem kaiserlichen Buchhalter vermählen, der von Mariane ins Haus geholt wird. Mittlerweile ist auch Wastels Frau Liesel wiedergekommen, die die ganze Nacht aushäusig war. Sie erklärt ihm, dass sie durch höhere Mächte geführt gerade rechtzeitig zu Herrn von Tefsinn kam, um ihn vor einem Suizid zu bewahren.
Liesl erkennt den Buchhalter wieder, der sie am Vorabend zu einer Kutschfahrt einlud, er macht ihr einen Heiratsantrag und sie singt dazu: "Ich will keinen Alten".
Derweil hat Wastel einen Anwalt organisiert und umgeht das Verbot der Frau von Tiefsinn, Louises Zimmer zu betreten, in dem sie unter Arrest steht. Dadurch wird sie mit Joseph verheiratet, bevor Frau von Tiefsinn wiederkommt.
In der Konfrontation mit Wastel muss sie letztlich klein beigeben, Herr von Tiefsinn will sie schon hinauswerfen, begnadigt sie jedoch, als sie bekennt, dass sie bei ihm bleiben möchte. Wastel gibt Tulippan und Frau von Tiefsinn Geld, das sie ablehnt und endlich Louise als Aussteuer mitgibt.
Im Schlusschor wird die allgemeine Freude besungen: "Wenn ehleut in Einigkeit leben, so ist Glük und Segen dabei".

## Entstehungs- und Rezeptionsgeschichte
Die Musik zu diesem Werk Schikaneders wurde von Jakob Haibel komponiert, der die Schwester von Mozarts Frau Konstanze heiratete.
Die Uraufführung fand am 14. Mai 1796 im Wiedner Theater statt, und das Werk wurde in einer ganzen Reihe von Theatern im deutschen Sprachraum gleichfalls gespielt, bis 1856 sensationelle 130 Mal, was die Oper zur zweit-erfolgreichsten Oper Schikaneders nach der Zauberflöte macht.
Die Oper wurde seitdem offensichtlich nirgends nachweisbar aufgeführt.
Es gibt eine Audio-Aufnahme von Sarah Traubel der Arie N° 18 "Alles will ich brechen, beugen".

## Editionen und Quellen
- Partitur bei IMSLP Dresdner Ausgabe[7]
- Dresdner Partiturausgabe bei Säachsischer Landesbibliothek Dresden[8]
- Bayerische Staatsbibliothek Partiturausgabe[9]
- Libretto Leipziger Ausgabe mit Sprechtexten Österreichische Nationalbibliothek[10]
- Libretto bei der Library of Congress Ausgabe Hamburg[11]
- Libretto bei der Library of Congress Ausgabe Berlin[12]
- Libretto Ausgabe Bayerische Staatsbibliothek[13]
- Libretto Ausgabe Universitätsbibliothek Frankfurt[14]
- Klingende Partitur und klingender Klavierauszug auf YouTube[15]
- Moderne Erstausgabe des Aufführungsmaterials 2025 bei / Ellenberger.institute, abgerufen am 11. August 2025